# Stranger than Fiction (álbum)
Stranger than Fiction es el octavo álbum del grupo Bad Religion, publicado el 6 de septiembre de 1994. En él se aprecian canciones que hablan de la drogadicción del guitarrista Brett Gurewitz, como el éxito "Infected", que es un clásico del grupo. Incluye una nueva versión del tema "21st Century (Digital Boy)", que ya aparecía en su disco de 1990 Against the Grain, pero esta versión está mucho más trabajada, sobre todo el solo y los coros. 
En pleno auge del punk californiano, con Rancid y The Offspring reinando en las listas de medio mundo, Bad Religion lanzan uno de sus discos más populares, al menos en cuanto a ventas y repercusión mediática, dado el salto a una multinacional. Con un sonido algo más cercano al rock alternativo que imperaba a mediados de los 90, pero sin perder esa esencia que les consagró como pioneros del género, Graffin y compañía editan un conjunto de canciones realmente magistrales. Siguiendo la senda iniciada con el anterior Recipe for Hate, se trata de un disco más variado de lo que en ellos es habitual. Los sencillos "Incomplete", "Infected", y --sobre todo-- "Stranger than Fiction" captaron la atención de miles de nuevos fanes, trascendiendo los reducidos circuitos del hardcore-punk. El disco incluye también una nueva versión de uno de sus mayores clásicos, "21st Century (Digital Boy)", que ya apareciera en Against the Grain. En suma, un nuevo y polémico paso en la carrera de la banda, estandarte del llamado hardcore melódico.
El álbum fue reeditado por la discográfica Epitaph en septiembre de 2008.

## Lista de canciones
| N.º | Título                       | Duración |  |
| 1.  | «Incomplete»                 |          |  |
| 2.  | «Leave Mine to Me"»          |          |  |
| 3.  | «Stranger than Fiction»      |          |  |
| 4.  | «Tiny Voices»                |          |  |
| 5.  | «The Handshake»              |          |  |
| 6.  | «Better Off Dead»            |          |  |
| 7.  | «Infected»                   |          |  |
| 8.  | «Television»                 |          |  |
| 9.  | «Individual»                 |          |  |
| 10. | «Hooray for Me...»           |          |  |
| 11. | «Slumber»                    |          |  |
| 12. | «Marked»                     |          |  |
| 13. | «Inner Logic»                |          |  |
| 14. | «What It Is»                 |          |  |
| 15. | «21st Century (Digital Boy)» |          |  |

| Bonus track de la edición europea |                       |          |  |
| N.º                               | Título                | Duración |  |
| 16.                               | «News from the Front» |          |  |
| 17.                               | «Markovian Process»   |          |  |

| Bonus track de la edición japonesa |                         |          |  |
| N.º                                | Título                  | Duración |  |
| 16.                                | «Leaders and Followers» |          |  |

## Créditos
- Greg Graffin – cantante
- Brett Gurewitz – guitarra
- Greg Hetson – guitarra
- Jay Bentley – bajo
- Bobby Schayer – batería

- Tim Armstrong de Rancid – artista invitado en "Television"
- Jim Lindberg de Pennywise – artista invitado en "Marked"
- Andy Wallace – producción
- Norman Moore – dirección artística

- Datos: Q166511